# 모리오카촌 (아이치현 지타군)
모리오카촌(森岡村)은 아이치현 지타군에 설치되었던 촌이다. 현재의 오부시, 히가시우라정에 해당한다.